# Lizzano rosato spumante
Il Lizzano rosato spumante è un vino DOC la cui produzione è consentita nella provincia di Taranto.

## Caratteristiche organolettiche
- colore: rosato tendente al rubino delicato-spuma vivace e fine, perlage fine, regolare e persistente.
- odore: lievemente vinoso, caratteristico di fruttato.
- sapore: asciutto, fresco, armonico e gradevole.

## Produzione
Provincia, stagione, volume in ettolitri
- Taranto  (1990/91)  550,05
- Taranto  (1991/92)  528,88